# Канна (Ґумма)

36°6′58″ пн. ш. 138°55′1″ сх. д. / 36.11611° пн. ш. 138.91694° сх. д.
Ка́нна (яп. 神流町, かんなまち, МФА: [kan̚.na mat͡ɕi̥]) — містечко в Японії, в повіті Тано префектури Ґумма. Станом на 1 жовтня 2007 площа містечка становила 114,69 км². Станом на 1 серпня 2008 населення містечка становило 2432 осіб.